# Xavier Gassió
Xavier Gassió (Barcelona, 1953) es un periodista escritor, fotógrafo, editor y director de programas de televisión y documentales español.

## Biografía
Desde 1976 ha colaborado en numerosos medios de prensa y ha diseñado y dirigido programas para RTVE como Peligrosamente juntas, La palmera y Directe al dos. Es cofundador de la Associació de Fotógrafs Professionals de Premsa de Catalunya. Debutó en el cine como realizador y guionista con el largometraje documental La sombra de Evita. 
Desde 1993 hasta 2013 ha sido director editorial y director de Estrategia de Contenidos en el Grupo Planeta, desarrollando numerosos proyectos editoriales y audiovisuales. 
Es también director y guionista de la serie documental Los años del NO-DO y productor de la serie El camino de la libertad.

## Prensa
Xavier Gassió inició su carrera periodística en 1976 en el Grupo Mundo y en el Grupo Zeta, donde colaboró habitualmente en casi todas las publicaciones de la Editorial:Interviú, El Jueves, Lib, Noticias, Reporter, Penthouse…
Desde entonces ha colaborado como fotógrafo y redactor en más de 40 cabeceras de prensa: La Vanguardia, El Periódico, Actual, Hogar y moda, Penthouse, Elle, Woman, Nueva, PlayBoy, Jano, AjoBlanco, Vibraciones y El Europeo entre ellas. También participó en la creación del semanario Actual (1982-1983) del que fue director de imagen y fotografía.

## Televisión
Posteriormente Xavier Gassió inició su carrera televisiva en TVE como subdirector del programa semanal La orquesta (1984) presentado por Luis Arribas Castro. 
Asimismo, fue guionista en diversos programas como: Ahí te quiero ver (1985); Un, dos, tres… responda otra vez (1987-1990); El tiempo es oro (1986-1989); La vida es juego (1996); Saber y ganar (1997-1999)…
Ha diseñado formatos televisivos y ha dirigido programas para RTVE: Portes endins (1987), Directe al dos (1988) y formatos especiales como Catalanes en Nueva York.
En 1988 diseñó y dirigió el talk show diario y en directo La palmera (1988-1991) con Jordi González como presentador y, a continuación, Peligrosamente juntas (1992) presentado por Inka Martí y Marisol Galdón.

## Cine
Director y guionista del largometraje documental La sombra de Evita presentado en la Seminci en 2011.

## Obras publicadas
- ¿Qué fue de los 70? Crónica ilustrada de los años del cambio (2019) ISBN  978-84-17241-37-7
- Sáhara español. El último reemplazo (2017) ISBN 978-84-17241-00-1
- Cuando éramos felices. Reviviendo los 80 (2015) ISBN 978-84-16489-11-4
- Cuaderno para los niños de EGB (2015) ISBN 8416177570
- Juego para los niños de EGB (2015)
- Los niños de EGB (2014) ISBN 978-84-15888-93-2
- Plumas de colección (2014)
- Memoria de España (2013)
- Los niños de Franco (2013) ISBN 9788497859356
- Los años del NO-DO (2012)